# 7396 Brusin
7396 Brusin eller 1986 EQ2 är en asteroid i huvudbältet som upptäcktes den 4 mars 1986 av den italienska astronomen Walter Ferreri vid La Silla-observatoriet. Den är uppkallad efter Silvia Rosa Brusin.
Asteroiden har en diameter på ungefär 7 kilometer och den tillhör asteroidgruppen Koronis.